# Lost Highway Tour
The Lost Highway Tour es una gira de conciertos en todo el mundo por el grupo de rock estadounidense Bon Jovi, que tuvo lugar entre octubre de 2007 y julio de 2008 en apoyo de su décimo álbum Lost Highway.

## Canciones
- 1. Lost Highway
- 2. Born To Be My Baby
- 3. You Give Love A Bad Name
- 4. Raise Your Hands
- 5. Captain Crash & The Beauty Queen From Mars
- 6. Just Older
- 7. I'll Sleep When I'm Dead
- 8. Whole Lot Of Leavin'
- 9. Blaze Of Glory
- 10. In These Arms
- 11. Bed Of Roses
- 12. We Got It Goin' On
- 13. It's My Life
- 14. Keep The Faith
- 15. I'll Be There For You (Richie Sambora Lead Vocals)
- 16. Have A Nice Day
- 17. Someday I'll Be Saturday Night
- 18. Who Says You Can't Go Home
- 19. Livin' On A Prayer

1st Encore:
- 20. Hallelujah (Leonard Cohen Cover)
- 21. Always
- 22. Wanted Dead Or Alive
- 23. Bad Medicine (With 'Shout' Medely)

2nd Encore:
- 24. Rockin' All Over The World (Status Quo Cover)
- 25. These Days